# Брюніна Міра Василівна
Брюніна Міра Василівна (16 вересня 1951) — російська академічна веслувальниця.
Срібна призерка Олімпійських Ігор 1976 року в складі парної четвірки зі стерновою.
Срібна призерка Чемпіонату світу 1991 року в складі парної четвірки зі стерновою.